# 刘会英
刘会英（1975年6月—），女，汉族，四川简阳人，中华人民共和国政治人物。

## 生平
1994年6月加入中国共产党。1996年7月参加工作。曾任共青团内江市委副书记、书记，共青团四川省委副书记。2013年5月，任共青团四川省委书记。2018年8月，任中共德阳市委副书记（正厅级）。2021年7月，出任遂宁市人民政府代市长，9月正式当选市长。2025年4月轉任四川省人力资源和社会保障厅黨組副書記。2025年5月，刘会英任四川省人力资源和社会保障厅厅长。